# 코파 센테나리오 레볼루시온 데 마요
코파 센테나리오 레볼루시온 데 마요(Copa Centenario Revolución de Mayo)는 1910년 5월 29일부터 6월 12일까지 아르헨티나 공화국에서 열린 축구 대회로, 코파 아메리카의 전신이다. 1810년에 일어난 아르헨티나 5월 혁명 100주년을 기념하기 위한 차원에서 열린 축구 대회이다. 첫 번째 코파 아메리카 대회로 불리기도 하지만, 남미 축구 연맹은 1916년 남미 축구 선수권 대회를 첫 번째 대회로 인정하고 있다. 아르헨티나와 칠레, 우루과이가 풀리그로 겨뤘으며, 세 경기는 모두 부에노스아이레스에서 열렸다.

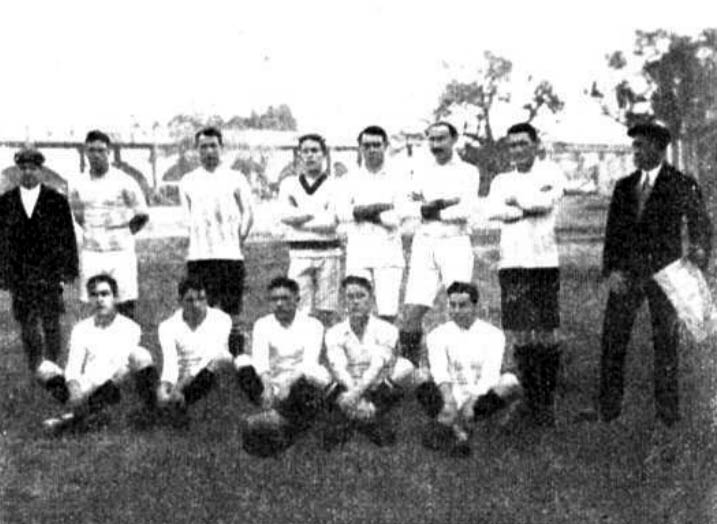
대회에서 우승한 아르헨티나 축구팀

## 경기 결과
| 팀         | 경기 | 승 | 무 | 패 | 득 | 실 | 차 | 승점 |
| ---------- | ---- | -- | -- | -- | -- | -- | -- | ---- |
| 아르헨티나 | 2    | 2  | 0  | 0  | 9  | 2  | +7 | 4    |
| 우루과이   | 2    | 1  | 0  | 1  | 4  | 4  | 0  | 2    |
| 칠레       | 2    | 0  | 0  | 2  | 1  | 8  | -7 | 0    |

| 우루과이 | 3 : 0 | 칠레 |
| -------- | ----- | ---- |
|          |       |      |

| 아르헨티나 | 5 : 1 | 칠레 |
| ---------- | ----- | ---- |
|            |       |      |

| 아르헨티나 | 4 : 1 | 우루과이 |
| ---------- | ----- | -------- |
|            |       |          |

## 우승
| 코파 센테나리오 레볼루시온 데 마요 |
| ---------------------------------- |
| 아르헨티나 우승                    |

## 같이 보기
- 코파 아메리카